# Ibi Makienoková
Ibi Katrine Makienoková (nepřechýleně Ibi Makienok; roz. Støvingová, * 2. února 1975) je dánská modelka, herečka, televizní moderátorka, fotografka a zpěvačka.

## Kariéra
Nejdříve působila jako baletka na Aarhus Ballet Academy. Po absolvování Randers State College v roce 1995 studovala na akademii Stelly Adlerové v Hollywoodu. Byla také fotomodelkou, autorkou cestopisů pro Jyllands-Posten, asistentkou designu a autorkou knih o vaření podle krevní skupiny. Podílela se na krátkotrvající dívčí skupině Milc, která v roce 2002 vydala singl „Feel So Good“. Pak se Makienoková zaměřila na psaní písní a produkování hudby. Od roku 2005 do roku 2007 strávila tři sezóny v pořadu Paradise Hotel, vysílaném na TV3. Objevila se mimo jiné ve filmech Portland Nielse Ardena Opleva a Aurum Jamese Barclaye. 
V roce 2011 přešla Makienoková z TV3 do TV2, kde pracovala na Weekend Weekend , stejně jako GO' Morgen Danmark a Hvem Bor Hvor. V roce 2012 byla šéfredaktorkou Miinto.dk a v roce 2013 získala Cenu za podnikání za nejlepší marketingovou kampaň. V roce 2013 také získala cenu za nejlepší televizní moderátorku. 
V únoru 2019 Makienoková hostila kontroverzní televizní show Date mig nøgen (Date me naked), dánskou verzi britské seznamovací herní show Naked Attraction.

## Osobní život
V letech 1998 až 2003 chodila Ibi Støvingová s René Difem, se kterým byla zasnoubená. V září 2003 byl Dif odsouzen ke třiceti dnům odnětí svobody za domácí násilí. Støvingová později v letech 2005 až 2007 chodila se zpěvákem Alexem Ambrosem.  V roce 2007 se začala vídat s fotbalistou Tobiasem Grahnem, se kterým měla v roce 2008 syna Anakina. Pár se rozešel v srpnu 2009. V roce 2013 Støvingová začala chodit s fotbalistou Simonem Makienokem. Pár se vzal 6. září 2014 v kostele Holmen v Kodani. Rozvedli se v roce 2019.